# اتحاد قوى الديمقراطية والتنمية الأساسية
اتحاد قوى الديمقراطية والتنمية ـ الأساسية هي إحدى الجماعات المتمردة التي تقاتل في الحرب في تشاد بين تشاد والسودان. يقودها عبد الواحد عبود مكايي.